# Fritillaria atropurpurea
Fritillaria atropurpurea là một loài thực vật có hoa trong họ Liliaceae. Loài này được Nutt. miêu tả khoa học đầu tiên năm 1834.